# Taxeotis spodoides
Taxeotis spodoides là một loài bướm đêm trong họ Geometridae.